# 内纳德·克尔斯蒂奇
内纳德·克尔斯蒂奇（1983年7月25日—），塞尔维亚篮球运动员，曾效力于美国NBA联盟。他在2002年的NBA选秀中第1轮第24顺位被新泽西篮网选中。